# Моїнабад (Марказі)
Моїнабад (перс. معين اباد) — село в Ірані, у дегестані Базарджан, у Центральному бахші, шагрестані Тафреш остану Марказі. За даними перепису 2006 року, його населення становило 63 особи, що проживали у складі 19 сімей.

## Клімат
Середня річна температура становить 11,19 °C, середня максимальна – 30,04 °C, а середня мінімальна – -9,75 °C. Середня річна кількість опадів – 239 мм.
| Клімат поселення                              | Клімат поселення | Клімат поселення | Клімат поселення | Клімат поселення | Клімат поселення | Клімат поселення | Клімат поселення | Клімат поселення | Клімат поселення | Клімат поселення | Клімат поселення | Клімат поселення | Клімат поселення |
| Показник                                      | Січ.             | Лют.             | Бер.             | Квіт.            | Трав.            | Черв.            | Лип.             | Серп.            | Вер.             | Жовт.            | Лист.            | Груд.            |                  |
| Середній максимум, °C                         | 5,28             | 6,56             | 10,69            | 17,23            | 22,36            | 28,32            | 30,04            | 29,60            | 24,96            | 18,47            | 11,73            | 6,14             |                  |
| Середня температура, °C                       | −2,24            | −0,95            | 3,17             | 9,71             | 14,85            | 20,81            | 24,70            | 24,24            | 19,61            | 13,11            | 6,39             | 0,80             |                  |
| Середній мінімум, °C                          | −9,75            | −8,47            | −4,33            | 2,20             | 7,35             | 13,30            | 19,35            | 18,90            | 14,26            | 7,76             | 1,04             | −4,54            |                  |
| Норма опадів, мм                              | 33               | 33               | 45               | 34               | 29               | 4                | 1                | 1                | 0                | 9                | 20               | 30               |                  |
| Середньомісячна швидкість вітру, м/с          | 1.52             | 1.97             | 2.89             | 3.03             | 2.70             | 2.54             | 2.51             | 2.38             | 2.18             | 2.03             | 1.78             | 1.36             |                  |
| Середньомісячна сонячна радіація, кДж/м²·день | 9178             | 12231            | 14782            | 18209            | 22138            | 26562            | 25813            | 23894            | 20758            | 15328            | 10967            | 9020             |                  |
| --------------------------------------------- | ---------------- | ---------------- | ---------------- | ---------------- | ---------------- | ---------------- | ---------------- | ---------------- | ---------------- | ---------------- | ---------------- | ---------------- | ---------------- |
| Джерело:                                      |                  |                  |                  |                  |                  |                  |                  |                  |                  |                  |                  |                  |                  |